# 拉塞福-阿普頓實驗室
拉塞福－阿普爾頓實驗室（Rutherford Appleton Laboratory）是英國國家級實驗室，由科學暨科技設施委員會（Science and Technology Facilities Council）所控制 。拉塞福－阿普頓實驗室位於牛津郡哈沃科技創新園區（Harwell Science and Innovation Campus），於1957年成立，因物理學者欧内斯特·卢瑟福與愛德華·阿普爾頓而命名。

## 外部連結
- Computing at Chilton: 1961-2003 （页面存档备份，存于）
- STFC e-Science （页面存档备份，存于）
- Microelectronics Support Centre （页面存档备份，存于）
- EUROPRACTICE Software Service （页面存档备份，存于）
- Texas Center for High Intensity Laser Science （页面存档备份，存于）
- Photos from a recent open day （页面存档备份，存于）

51°34′24″N 1°18′53″W / 51.57333°N 1.31472°W